# نوبرفی‌ها
نوبرفی‌ها (نام علمی: Neoniphon) نام یک سرده از تیره سنجاب‌ماهیان است.
نام علمی این سرده از دو واژه یونانی neos (نو) و niphon (برف) تشکیل شده‌است.